# Alwaleed Bin Talal Alsaud
Príncipe Al-Waleed bin Talal bin Abdul Aziz Al-Saud, em árabe الوليد بن طلال بن عبد العزيز آل سعود, (Riade, 7 de março de 1955) é um príncipe, empresário e bilionário saudita, membro da Casa Real. Alwaleed é neto de Abdul Aziz Alsaud, fundador da moderna Arábia Saudita, e do ex-primeiro-ministro libanês Riad el-Solh. É ainda sobrinho do Rei Fahd. Segundo a Forbes, sua fortuna em 2010 é estimada em US$ 20 bilhões fazendo do príncipe árabe a 19º pessoa mais rica do mundo.
Em 2016 a Revista Forbes classificou Talal Alsaud como a 41° pessoa mais rica do mundo, com 17 bilhões de dólares.
Em 4 de novembro de 2017 foi detido por alegada corrupção.

## Carreira
Alwaleed Bin Talal Alsaud fez os seus estudos superiores nos Estados Unidos e em 1979 tirou um bacharelado em Ciência em nível de Administração financeira. Seis anos depois tornou-se mestre em Ciências Sociais pela Universidade de Syracuse, situada em Nova Iorque.
Após ter concluído os seus estudos regressou à Arábia Saudita e começou a investir nos setores da construção e de propriedades. Os seus investimentos deram resultado e começou a multiplicar a fortuna, tendo então formado, em Riade, a Kingdom Holding Company. O príncipe foi ainda o responsável pela introdução no mundo árabe das comunicações sem fio e um dos pioneiros no comércio eletrônico proporcionado pela Internet na região.
Entretanto, expandiu o seu negócio para além do mundo árabe e tornou-se acionista importante em empresas internacionais como a AOL Time Warner, a Apple Inc., a Pepsi, a Kodak, a Euro Disney, a Motorola e a Planet Hollywood.
Em Julho de 1997 resolveu investir na Palestina na área da construção, principalmente na Faixa de Gaza. Na mesma altura ajudou a fundar a Companhia de Desenvolvimento e Investimento de Jerusalém para aí ajudar a fomentar a presença palestina através de projetos de habitação e acolhimento. Desenvolveu vários projetos beneficentes na Arábia Saudita e recebe semanalmente pessoas necessitadas para depois as poder ajudar.[carece de fontes?]
A forte ligação do príncipe saudita com os Estados Unidos ficou bem patente com a sua visita aos destroços das torres gêmeas do World Trade Center de Nova Iorque após os Atentados de 11 de Setembro. Alwaleed Alsaud fez uma doação de 10 milhões de dólares para ajudar a reconstruir o local. No entanto, o investimento foi devolvido pelo prefeito de Nova Iorque Rudolph Giuliani após o príncipe mencionar que "o governo americano devia reexaminar a sua política para com o Médio Oriente".[carece de fontes?]

## Curiosidades
O famoso Airbus A380 (maior avião comercial do mundo) feito sob encomenda para um "bilionário árabe" é dele. [carece de fontes?]

## Filantropo
Ele pretende doar toda a sua fortuna para causas filantrópicas ao longo dos próximos anos. Em um comunicado em seu site, Al-Saud afirma que busca construir um mundo com mais tolerância, aceitação, igualdade e oportunidade para todos.[carece de fontes?]
"Todo mundo passa por certas situações de mudança de vida que têm um grande efeito sobre as suas futuras decisões. Eu tive a oportunidade de testemunhar as condições desafiadoras de muitas comunidades em todo o globo e me encontrar entre aqueles que estavam sofrendo e passando por grandes necessidades", relata.[carece de fontes?]